# Street Fighter II
Street Fighter II (ストリートファイターII, Sutorīto Faitā Tsū) ist ein japanisches Arcade-Spiel von Capcom. Es ist der erfolgreichste und bekannteste Teil der gleichnamigen Spieleserie. Nach der Erstveröffentlichung auf dem CP System im Februar 1991 wurde Street Fighter II über die Jahrzehnte auf diverse Plattformen portiert und mehrfach neu aufgelegt.

## Entwicklungsgeschichte
Das Arcadespiel Street Fighter (ストリートファイター, Sutorīto Faitā) von 1987 wies bereits einige Merkmale der Nachfolger auf. So war es ein 2D-Fighting-Game, bei dem sich jeweils zwei Kämpfer vor exotischer Kulisse bekämpfen und man als Spieler durch bestimmte Tastenkombinationen Spezialangriffe wie Feuerbälle oder Spezialschläge anwenden konnte. Anfang der 1990er-Jahre begannen dann die beiden Entwickler Akira Nishitani und Akira Yasuda mit der Entwicklung von Street Fighter II, wobei sie neben Elementen des Vorgängers auch Eigenschaften aus Final Fight (1989) mit einfließen ließen. Bis zur Fertigstellung des Spieles, das als eines der Ersten das CP System nutzt, war sich die Leitung von Capcom im Unklaren darüber, was für ein Spiel entstehen sollte.
Erstmals konnte der Spieler bei einem Fighting Game zwischen mehreren Spielcharakteren auswählen. Von diesen besaß jeder einen eigenen Kampfstil und verschiedene Manöver. Auch der Ausarbeitung der Hintergrundgeschichte und Charaktere wurde viel Raum beigemessen. Viel Lob erhielten die für damalige Verhältnisse hervorragende Grafik, die Steuerung und die Spielbarkeit.
Alle Spiele der Reihe erschienen zunächst als Arcade-Automat. Dieser Version folgten anschließend weitere Umsetzungen, mit mal mehr, mal weniger großen Unterschieden. Die jeweiligen neuen Versionen basierten alle auf demselben Gameplay, fügten jedoch einige Neuerungen hinzu wie beispielsweise schnellere (oder einstellbare) Spielgeschwindigkeit, weitere Kämpfer, neue „Moves“, eine aufladbare Moveleiste und neue Artworks.
Der Street-Fighter-II-Reihe folgten später die Street-Fighter-Alpha- und Street-Fighter-III-Reihe, die die Serie in andere Richtungen lenkten. Daher wird erst das Spiel Street Fighter IV (2008) von Capcom als legitimer Nachfolger betrachtet.

## Die Street-Fighter-II-Reihe

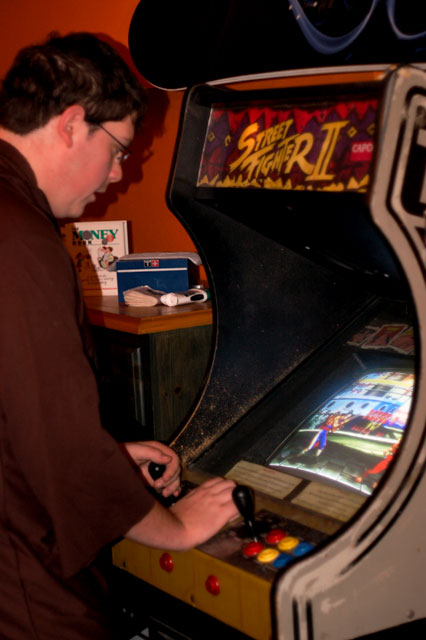
Street Fighter II (Arcade-Automat)

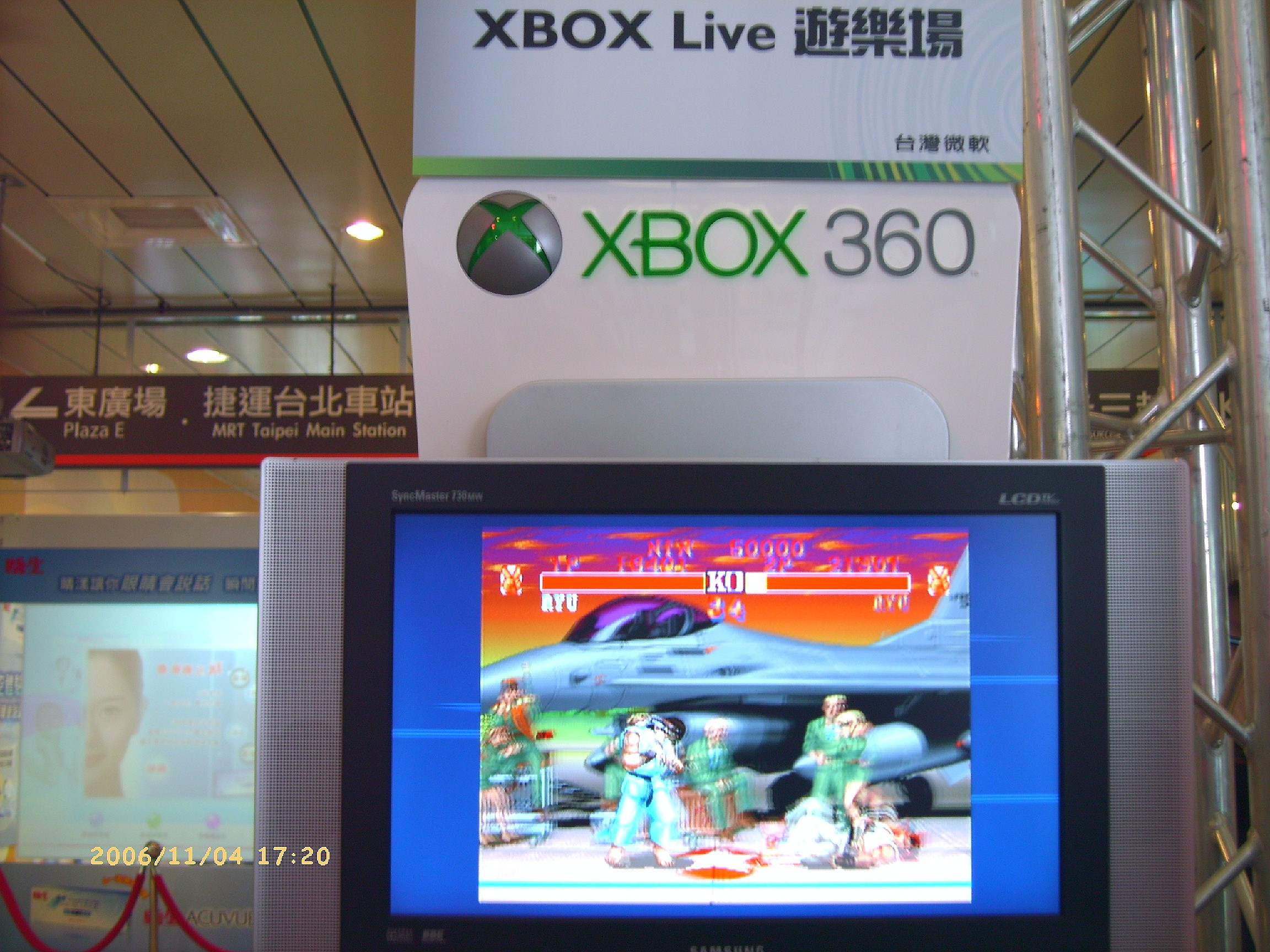
Hyper Street Fighter II (Xbox Live Arcade)

Street Fighter II – The World Warrior (1991)
Umsetzungen:
- Street Fighter II – The World Warrior (Commodore 64)
- Street Fighter II – The World Warrior (Amiga 500)
- Street Fighter II – The World Warrior (Atari ST)
- Street Fighter II (DOS)
- Street Fighter II (Game Boy)
- Street Fighter II – The World Warrior (Super Nintendo)
- Street Fighter II – The World Warrior (PlayStation, im Rahmen der Street Fighter Collection Vol. 2)

Street Fighter II' – Champion Edition (1992)
Umsetzungen:
- Street Fighter II' – Champion Edition (PC Engine, nur in Japan)
- Street Fighter II' – Champion Edition (PlayStation, im Rahmen der Street Fighter Collection Vol. 2)
- Street Fighter II' (Master System)

Street Fighter II' Turbo / Street Fighter II' – Hyper Fighting (1992)
Umsetzungen:
- Street Fighter II' Turbo / Street Fighter II' – Hyper Fighting (Super Nintendo)
- Street Fighter II' – Special Champion Edition / Street Fighter II' Plus (Mega Drive)
- Street Fighter II' Turbo / Street Fighter II' – Hyper Fighting (PlayStation, im Rahmen der Street Fighter Collection Vol. 2)

Super Street Fighter II / Super Street Fighter II – The New Challengers (1993)
Umsetzungen:
- Super Street Fighter II – The New Challengers (Super Nintendo)
- Super Street Fighter II – The New Challengers (Mega Drive)
- Super Street Fighter II – The New Challengers (PlayStation, im Rahmen der Street Fighter Collection)
- Super Street Fighter II – The New Challengers (Sega Saturn, im Rahmen der Street Fighter Collection)
- Super Street Fighter II – The New Challengers (Amiga 500 und Amiga 1200)
- Super Street Fighter II – The New Challengers (DOS, nur in den USA)

Eine spezielle Version des Spiels, bekannt als Super Street Fighter II – Tournament Battle, ermöglichte es acht Spielern, an einem KO-Turnier teilzunehmen.
Super Street Fighter II Turbo / Super Street Fighter II X – Grand Master Challenge (1994)
Umsetzungen:
- Super Street Fighter II Turbo / Super Street Fighter II X – Grand Master Challenge (3DO)
- Super Street Fighter II Turbo (DOS)
- Super Street Fighter II Turbo (Amiga 1200)
- Super Street Fighter II Turbo (CD³²)
- Super Street Fighter II Turbo / Super Street Fighter II X – Grand Master Challenge (PlayStation, im Rahmen der Street Fighter Collection)
- Super Street Fighter II Turbo / Super Street Fighter II X – Grand Master Challenge (Sega Saturn, im Rahmen der Street Fighter Collection)
- Super Street Fighter II X (Dreamcast, nur in Japan)
- Super Street Fighter II Turbo Revival / Super Street Fighter II X Revival (Game Boy Advance)

Hyper Street Fighter II – The Anniversary Edition (2006) (PlayStation 2)
- Sammlung aller Street-Fighter-II-Spiele, zusammengefasst zum 15-jährigen Jubiläum der Reihe. Beinhaltet zudem in der PAL-Version den Street Fighter II – The Animated Movie.

Super Street Fighter II Turbo HD Remix (2008) (PlayStation 3, Xbox 360)
- Kostenpflichtiger Download. Dafür wurde das Spiel Super Street Fighter II grafisch komplett überarbeitet und bietet nun zudem HD-Auflösung und 1080p-Bilder. Die komplett neu gezeichnete Grafik und das Artwork stammen von Udon Entertainment.

Ultra Street Fighter II: The Final Challengers (2017) (Nintendo Switch)
- Neuauflage von Super Street Fighter II Turbo mit neuen Spielmodi und Bildergalerie, exklusiv für Nintendo Switch

Street Fighter 30th Anniversary Collection (2018) (Windows, Xbox One, PlayStation 4, Nintendo Switch)
- Neuauflage sämtlicher Street-Fighter-Teile inklusive Street Fighter II zum 30-jährigen Jubiläum der Reihe[1]

## Verfilmungen
Dem immensen Erfolg der Street-Fighter-II-Reihe folgte eine wahre Merchandisingwelle, mit Produkten aller Art. Am herausragendsten sind jedoch der 1994 entstandene Anime Street Fighter II – The Animated Movie und die 1995 entstandene Anime-Serie Street Fighter II V. Sowohl der Film als auch die Serie stricken eine Handlung um die fiktiven Hintergründe der Charaktere und erhielten viel Kritikerlob. Der Film Street Fighter – Die entscheidende Schlacht mit Jean-Claude Van Damme basiert ebenfalls auf dem Spiel, wurde jedoch von Kritikern verrissen und von Fans abgelehnt. Zuvor erschien noch der Film Future Cops, der ebenfalls auf den Street-Fighter-Charakteren basiert. Im Februar 2009 wurde in den USA eine weitere Realverfilmung unter dem Titel Street Fighter: The Legend of Chun-Li veröffentlicht, in dem Kristin Kreuk die Hauptrolle spielt. Jedoch wurde auch dieser Film nur mit miserablen Kritiken bedacht.

## Charaktere
Im ersten Teil der Reihe waren nur acht der zwölf Kämpfer spielbar. Die vier Bosse (Balrog, Vega, Sagat, Bison) wurden als spielbare Kämpfer erst ab dem Champion Edition-Teil zugänglich. Mit Super Street Fighter II wurden vier weitere Charaktere (die New Challengers) eingebaut (Dee Jay, Cammy, T. Hawk, Fei Long). Ab Super Street Fighter II Turbo enthielt die Reihe Akuma als versteckten Bossgegner und als Spielfigur.
- Ryu: Der Japaner Ryu war in seiner Jugend Schüler des Ansatsuken-Karate (Attentäter-Stil), in dem er sich zu einem perfekten Karateka entwickelte. Die Kampfkunst, die Perfektionierung seiner Fähigkeiten und die völlige Beherrschung seines Körpers sind sein ganzer Lebensinhalt, weshalb er als ewiger Wanderer nach würdigen Gegnern sucht.
- Ken: Der Amerikaner Ken Masters war einst zusammen mit Ryu, der für ihn Freund und Rivale ist, Schüler des Ansatsuken-Karate, der darin ebenfalls zu einem hervorragenden Kämpfer wurde. Jedoch ist Ken auch übermütig, was ihn zuweilen in Schwierigkeiten bringt. Er stammt aus reichem Hause und lebt mit seiner Freundin Eliza in einem Strandhaus. Die Teilnahme am Street-Fighter-Turnier und das Messen mit seinem alten Rivalen Ryu hat seinen Ehrgeiz geweckt.
- E. Honda: Der japanische Sumō Edmond Honda wurde von Geburt an auf das Leben als Sumō-Ringer getrimmt. Nachdem er den Yokozuna-Großmeistertitel errungen hatte, beschloss er, sich mit den Meistern anderer Kampfsportarten zu messen, um Sumō mehr Anerkennung zu verschaffen.
- Blanka: Blanka, ein mysteriöses Wesen mit einer Größe von 1,92 m, als halb Mensch, halb Tier, mit grüner Haut und rotem Haar, lebte im Regenwald Brasiliens, bis er sich zum respektablen Kämpfer in Straßenkämpfen mauserte. Schließlich stellt sich heraus, dass er ein vermisster Sohn ist, der einen Flugzeugabsturz in Brasilien überlebte und fortan als Kind allein im Dschungel aufwuchs.
- Guile: Der Amerikaner Guile ist Colonel in der United States Air Force, bis er und sein Freund Charlie während eines Einsatzes in Thailand gefangen genommen wurden. Charlie überlebte die strapaziöse Flucht aus dem Gefangenenlager nicht, weswegen Guile nun ewige Rache an Bison schwor.
- Chun Li: Die chinesische Interpol-Geheimagentin Chun Li mauserte sich zur Teilnehmerin am Street-Fighter-Turnier, um den Mord an ihrem Vater zu rächen. Dieser war ebenfalls Agent und wurde vor Jahren von Bison getötet. Zusammen mit Guile operiert sie daher gegen das Verbrechersyndikat Shadaloo.
- Dhalsim: Der Inder Dhalsim übt sich in den Kampfkünsten und Yoga, um durch das Training von Körper und Geist eine höhere Bewusstseinsebene zu erlangen. Eigentlich ein Pazifist, nimmt er doch am Kampfturnier teil, um Geld für sein armes Dorf in Indien zu gewinnen.
- Zangief: Der russische Patriot Zangief sehnt sich nach würdigen Gegnern, um im Kampf Ruhm für sein Land zu erreichen. Er ist 2,14 m groß und 158 kg schwer. Trotz riesiger und furchteinflößender Statur, besitzt er Humor und ein sonniges Gemüt.
- Fei Long: Als Kind war der Chinese Fei Long von Martial-Arts-Filmen derart beeindruckt, dass er es durch sein Training zu einem Kung-Fu-Meister brachte und ein Martial-Arts-Star in Hongkong wurde. Er schätzt Ehre und Disziplin und nimmt am Turnier teil, um seine Kräfte zu messen.
- Cammy: Die blondhaarige Engländerin Cammy White war Agentin des britischen Geheimdienstes, wo sie aufgrund ihrer Kampfkünste bekannt war. Von Shadaloo wurde ihr Gedächtnis gelöscht, um sie fortan als Attentäterin für ihre Zwecke einzusetzen.
- T. Hawk: Der 2,30 m große amerikanische Ureinwohner Thunder Hawk wurde mit seinem Stamm von Shadaloo von seinem Land vertrieben und musste nach Mexiko fliehen. Daher sehnt er sich nun nach Vergeltung und möchte sein Heimatland zurückgewinnen.
- Dee Jay: Der 1,84 m große jamaikanische Kickboxer Dee Jay kombiniert den Kampfsport mit seiner anderen Leidenschaft, der Musik. Beim Turnier möchte er neue Rhythmen für seine Musik finden.
- Balrog: Der 1,93 m große, muskulöse Afro-Amerikaner Balrog war einst Boxweltmeister im Schwergewicht. Aufgrund seiner brutalen Kampfart und Missachtung der Boxregeln wurde er lebenslang verbannt und der tumbe Boxer wurde zum Schläger für Shadaloo.
- Vega: Der adelige Spanier Vega war einst ein berühmter Matador, bis er die Eigenschaften eines Stierkämpfers mit dem Ninjutsu verband und sich zum gefürchteten Käfigkämpfer entwickelte. Vega gilt als ein Schönling mit einer narzisstischen Persönlichkeitsstörung und er ist hochnäsig, arrogant, eingebildet, überheblich und selbstsüchtig, verachtet alles Hässliche und sieht sich selbst als vollkommen. Um sein Gesicht vor Verletzungen zu schützen, trägt er daher im Kampf immer eine Maske. Er ist auf 1,86 m großgewachsen und gibt während des Kampfes hohe Töne von sich. Für Bison arbeitet er als Leibwächter und Auftragsmörder.
- Sagat: Einst war der 2,26 m große Thailänder Sagat der „König der Street Fighter“ und wurde als „Gott des Muay Thai“ in seinem Heimatland als Nationalheld verehrt. Er unterlag Ryu in einem harten Kampf, der ihn zudem mit einer riesigen Narbe auf dem Torso zeichnete. Deshalb sehnt sich Sagat nach Rache für diese Niederlage und wurde zum Leibwächter für Bison.
- M. Bison: Der geheimnisvolle Bison steht an der Spitze des weltweit operierenden Verbrechersyndikats Shadaloo, das seinen Sitz in Thailand hat. Durch seine „Psycho Power“ und seine brutale Art wurde er zum „König der Street Fighter“.
- Akuma: Akuma (in Japan als Gouki bekannt) und sein Bruder Gouken (der spätere Meister von Ryu und Ken) waren einst Schüler des mächtigen Goutetsu, bei dem sie die Kampfkunst Ansatsuken erlernten. Diese kombiniert Karate, Judo und Kenpō. Gegen den Willen seines Meisters Goutetsu begann Akuma das verbotene dunkle Hadou (dunkle Energie/Ki) anzuwenden. Zudem erlernte er Shun Goku Satsu, eine finstere Kampftechnik, die die Seele des Opfers direkt in die Unterwelt schickt. Durch die Anwendung des dunklen Hadous wandelte sich Akuma immer mehr zum Dämonen.

## Bedeutung
Street Fighter II wurde zum meistverkauften Titel seit dem goldenen Zeitalter des Arcade-Spiels. 1993, zwei Jahre nach seiner Einführung, wurde ein Bruttoumsatz von über 1,5 Milliarden US-Dollar erzielt, und 1994 wurde das Spiel von über 25 Millionen Menschen in den USA zu Hause und in Spielhallen gespielt. 1995 lag der Gesamtumsatz der Maschinen Street Fighter II und Street Fighter II: Championship Edition über 2,312 Milliarden US-Dollar. Inflationsbereinigt wird geschätzt, dass alle Versionen von Street Fighter II einen Umsatz von mehr als 10 Milliarden US-Dollar erzielten und damit eines der bisher umsatzstärksten Videospiele sind. Insbesondere die SNES-Version wurde über 6,3 Millionen Mal verkauft und ist damit das meistverkaufte Spiel von Capcom für die nächsten zwei Jahrzehnte und das meistverkaufte Spiel auf einer einzigen Plattform.
Aufgrund des Erfolgs wurde eine Reihe aktualisierter Versionen mit zusätzlichen Funktionen und Charakteren veröffentlicht. Street Fighter II gilt als eines der bisher besten Videospiele und insbesondere als das wichtigste und einflussreichste Kampfspiel, das bisher gemacht wurde. Sein Start wird als revolutionärer Moment innerhalb seines Genres angesehen; es soll das Kampfgenre in den neunziger Jahren bekannt gemacht, andere Produzenten zu eigenen Kampfserien inspiriert und eine Renaissance für die Arcade-Spielebranche ausgelöst haben.

## Sonstiges
- Als Street Fighter II in den USA erschien, wurden die Namen von drei Charakteren gegenüber dem japanischen Original geändert. Um einen Rechtsstreit mit dem echten Boxer Mike Tyson, der einige Parallelen zwischen sich und dem Spielfigur-Boxer sehen könnte, zu vermeiden, wurden folgende Namen untereinander getauscht: Vega wurde zu M. Bison, Balrog zu Vega und M. Bison zu Balrog.
- Der Spielfilm City Hunter von 1993 mit Jackie Chan enthält eine Szene, bei der Jackie Chan gegen seinen Filmgegenspieler Gary Daniels kämpft und beide dabei in die Rolle verschiedener Street Fighter schlüpfen. Gary Daniels verkörpert einen verblüffend echten Ken, während Jackie Chan unter anderem (z. B. Chun Li) in die Rolle von E. Honda schlüpft. Jedoch heißt dieser dort E. Honde, da Mitsubishi, damals Sponsor von Jackie Chan, eine Erwähnung der Konkurrenzfirma Honda vermeiden wollte.
- Im März 1993 wurde von Premier Technology unter dem Handelsnamen „Gottlieb“, in Verbindung mit Capcom, der Flipper Streetfighter II herausgebracht. Es wurden insgesamt 5.500 Exemplare gebaut.